# رقم التعريف الشخصي

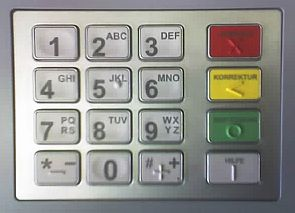

رقم التّعريف الشخصي (بالإنجليزية: Personal identification number اختصارا PIN)‏ هو الرّقم السّري لكلمة المرور المشترك بين المستخدم والنظام، الذي يستخدم لتوثيق المستخدم مع النظام.

## تاريخ
نشأ رقم التعريف الشخصي مع ظهور ماكينة الصرف الآلي في عام 1967، كطريقة فعّالة للبنوك لصرف النقود لعملائها. كان أول نظام لماكينة الصرف الآلي هو نظام باركليز في لندن في عام 1967؛ حيث كان يقبل الشيكات المشفرة القابلة للقراءة آليًا، بدلاً من البطاقات، ويطابق رقم التعريف الشخصي بالشيك. في عام 1972، أصدر بنك لويدز أول بطاقة مصرفية تتميز بشريط مغناطيسي مشفر للمعلومات، باستخدام رقم التعريف الشخصي للأمان. حصل جيمس جودفيلو، المخترع الذي حصل على براءة اختراع لأول رقم تعريف شخصي على وسام الإمبراطورية البريطانية في حفل تكريم عيد ميلاد الملكة لعام 2006.